# Толстой, Георгий Кириллович
Ю́рий (Гео́ргий) Кири́ллович Толсто́й (род. 24 сентября 1927 года, Ленинград) — советский и российский учёный-правовед, академик РАН, профессор юридического факультета СПбГУ, доктор юридических наук, профессор, Заслуженный деятель науки Российской Федерации (1999). Полный кавалер ордена «За заслуги перед Отечеством». Индекс Хирша — 32.

## Биография
Юрий (в крещении — Георгий) Толстой родился в Ленинграде, в семье инженера, мать преподавала иностранные языки. Бабушка со стороны отца окончила Университет в Лозанне (Швейцария), знала пять иностранных языков, преподавала их и была переводчицей. Родителей лишился в раннем возрасте. Мать умерла от туберкулёза в возрасте 26 лет, когда Юрию было полтора года, а отец ушёл из жизни в 1933 году в возрасте 30 лет, когда Юрию не было ещё и шести лет. Воспитывался у родственников, поначалу со стороны отца, а потом со стороны матери. Среднюю школу закончил с золотой медалью в 1945 году. В том же году поступил на юридический факультет Ленинградского государственного университета, окончил его с отличием в 1950 году, поступил в аспирантуру. В 1953 году защитил кандидатскую диссертацию, в 1970 году — докторскую. Работал преподавателем, с 1956 года — доцент, с 1972 года — профессор кафедры гражданского права юридического факультета ЛГУ (ныне СПбГУ). В ранних работах 1950-х годов в полемике о сущности государственных юридических лиц развил «теорию директора», согласно которой основным носителем юридической личности такого лица является его директор.
Являлся преподавателем у Владимира Путина.
Один из редакторов (вместе с А. П. Сергеевым), основных авторов трёхтомного учебника «Гражданское право», одним из соавторов является Д. А. Медведев, неоднократно переиздававшегося в 1996—2006 годах и удостоенного премии Правительства Российской Федерации в области образования за 2001 год. В данном учебнике непосредственно Ю. К. Толстым написаны главы 16—22 (право собственности и другие вещные права), 34 (жилищное право), 50 (§ 1—3, обязательства из причинения вреда), 51 (обязательства из неосновательного обогащения), 62—65 (наследственное право).
В 1990—1991 годах был членом Комитета Конституционного надзора СССР. Член Совета при Президенте РФ по кодификации и совершенствованию гражданского законодательства. В 2000 году был избран членом-корреспондентом РАН, а в 2003 году был избран академиком РАН.
В 2022 году был среди сотрудников СПбГУ, выразивших поддержку президенту Путину во время вторжения России на Украину.
В КПСС не состоял.

## Награды и почётные звания
- Орден «За заслуги перед Отечеством» I степени (17 августа 2017 года) — за большой вклад в развитие юридических наук и подготовку квалифицированных специалистов[7]
- Орден «За заслуги перед Отечеством» II степени (21 сентября 2022 года) — за большие заслуги в научно-педагогической деятельности, подготовке квалифицированных специалистов и многолетнюю добросовестную работу[8]
- Орден «За заслуги перед Отечеством» III степени (25 сентября 2007 года) — за большой вклад в развитие юридических наук, подготовку квалифицированных кадров и многолетнюю плодотворную деятельность[9]
- Орден «За заслуги перед Отечеством» IV степени (10 октября 2002 года) — за заслуги в научной и педагогической деятельности и многолетнюю добросовестную работу[10]
- Медаль Анатолия Кони (1999 год)
- Почётное звание «Заслуженный деятель науки Российской Федерации» (22 марта 1999 года) — за заслуги в научной деятельности, подготовку высококвалифицированных кадров и многолетний добросовестный труд[11]
- Почётная грамота Президента Российской Федерации (25 мая 2015 года) — за заслуги в научно-педагогической деятельности и большой вклад в подготовку квалифицированных специалистов[12]
- Премия Правительства Российской Федерации в области образования за 2001 год (30 августа 2002 года) — за создание учебника «Гражданское право» для учебных заведений высшего профессионального образования[13]
- Почетный работник юстиции России (2004 год)
- Премия «Фемида-2007» в номинации «Юридический Олимп»
- Премия «Юстиция» в номинации «За многолетний труд и большой личный вклад в укрепление законности, подготовку высокопрофессиональных юристов, общественную деятельность, защиту прав и свобод граждан» (2017 год)

## Основные труды
Автор более 200 научных трудов, включая 10 монографий, а также нескольких автобиографических книг.
Диссертационные исследования:
- Содержание права социалистической и личной собственности и некоторые вопросы его гражданско-правовой защиты в СССР / Автореф. дисс. … к.ю.н. — Л.: ЛГУ, 1953.
- Кодификация гражданского законодательства в СССР (1961—1965 гг.) / Автореф. дисс. … д.ю.н. — Л.: ЛГУ, 1970.

Научные труды:
- Содержание и гражданско-правовая защита права собственности в СССР. — Л.: Изд-во ЛГУ, 1955. — 220 с. — 1000 экз.
- Признание строений бесхозяйными и бесхозяйственно содержимыми. — Л.: Изд-во ЛГУ, 1958. — 84 с. — 2150 экз.
- К теории правоотношения. — Л.: Изд-во ЛГУ, 1959. — 87 с. — 1900 экз.
- Жилищные права и обязанности граждан СССР. — М.: Госюриздат, 1960. — 96 с. — 50 000 экз.
- Иоффе О. С., Толстой Ю. К. Основы советского гражданского законодательства. — Л.: Изд-во ЛГУ. — 1962. — 218 с. — 10 000 экз.
- Иоффе О. С., Толстой Ю. К. Новый Гражданский кодекс РСФСР. — Л.: Изд-во ЛГУ, 1965. — 447 с. — 35 000 экз.
- Советское жилищное право. — Л.: Изд-во ЛГУ, 1967. — 228 с. — 50 000 экз.
- Советское жилищное законодательство. — Л.: Изд-во ЛГУ, 1974. — 232 с. — 20 400 экз.
- Наследственное право: учебное пособие. — М.: Проспект, 1999. — 218 с.
- Елисеев И. В., Сергеев А. П., Толстой Ю. К. Комментарий к Гражданскому кодексу Российской Федерации, часть третья (постатейный). — М., 2002; 3-е изд. — М.: Проспект. 2006. — 301 с.
- Жилищное право: учебник. — М.: Проспект, 2007. — 176 с.

Биографии и воспоминания:
- Иоффе О. С., Райхер В. К., Толстой Ю. К. Анатолий Васильевич Венедиктов. (Очерк жизни и деятельности). — Л.: Изд-во ЛГУ, 1968. — 55 с.
- Исповедь на незаданную тему. — СПб.: Регалсайд Инвестмент, 1993. — 183 с.
- Из пережитого… — СПб: Изд-во СПбГУ, 1999. — 250 с. — 1500 экз.
- Страницы воспоминаний. Б. Б. Черепахин, О. С. Иоффе. — М.: Проспект, 2007. — 64 с.

Статьи:
- Е. А. Суханов на путях совершенствования отечественного законодательства // Правоведение. — 2007. — № 1. — С. 152—161.
- Е. А. Суханов как зеркало отечественной цивилистики // Правоведение. — 2008. — № 1. — С. 4—10.